# Eduard von Sachsen-Weimar-Eisenach

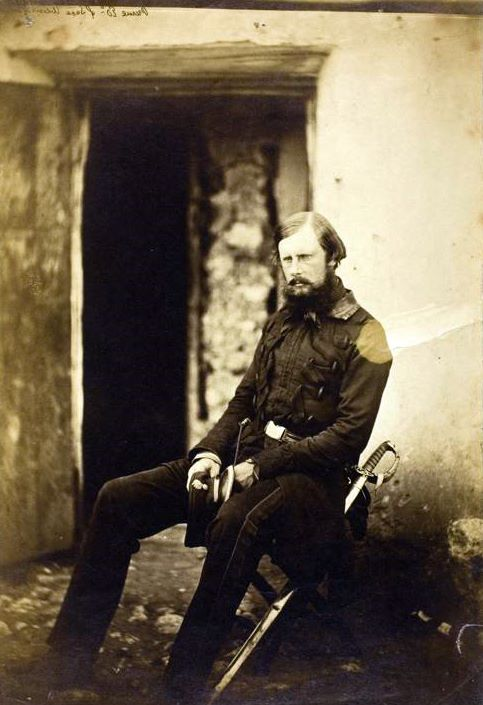
Eduard von Sachsen-Weimar-Eisenach während des Krimkrieges 1855

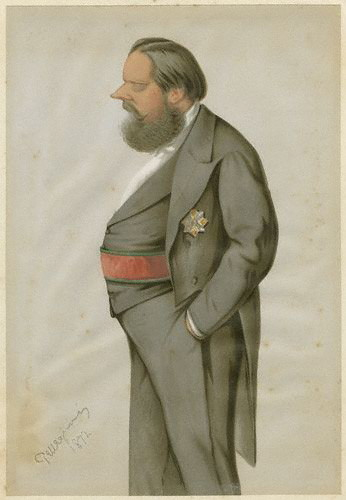
Prinz Eduard von Sachsen-Weimar-Eisenach, Lithographie von Carlo Pellegrini

Wilhelm August Eduard von Sachsen-Weimar-Eisenach (engl. Prince William Augustus Edward of Saxe-Weimar-Eisenach, * 11. Oktober 1823 in Bushy Park, London; † 16. November 1902 in London) war Prinz von Sachsen-Weimar-Eisenach sowie britischer Feldmarschall.

## Leben
Eduard war ein Sohn des Herzogs Bernhard von Sachsen-Weimar-Eisenach (1792–1862) aus dessen Ehe mit Ida (1794–1852), Tochter von Herzog Georg I. von Sachsen-Meiningen. Die Schwester seiner Mutter war Königin Adelaide von Großbritannien.
Eduard heiratete 27. November 1851 in London in morganatischer Ehe Lady Augusta Gordon-Lennox (1827–1904), Tochter des Charles Gordon-Lennox, 5. Duke of Richmond. Die aus Neigung geschlossene Ehe hatte das ausdrückliche Wohlwollen von Eduards Vater. Der Großherzog von Sachsen-Weimar-Eisenach verlieh der Braut den Titel einer „Gräfin von Dornburg“ und Königin Victoria den Titel „Princesse Eduard of Saxe-Weimar“. 1866 verlieh Königin Victoria beiden das Prädikat Royal Highness. Die Ehe blieb kinderlos.
Eduard lebte nahezu sein ganzes Leben in Großbritannien. Er besuchte das Royal Military College in Sandhurst, trat 1841 in die britische Armee ein und nahm als Colonel der Grenadier Guards an mehreren Schlachten des Krimkrieges teil. Er wurde Adjutant der britischen Königin. 1868 wurde er zum Major-General, 1877 zum Lieutenant-General und 1879 zum General befördert. Von 1870 bis 1876 war er General Officer Commanding des Home District, 1878 bis 1883 des Southern District und von 1885 bis 1890 Oberbefehlshaber der Streitkräfte in Irland. 1890 schied er aus dem aktiven Militärdienst aus und wurde Colonel des 10th Regiment of Foot und der 1st Life Guards. Im Jahr 1897 wurde er in den Rang eines Feldmarschalls erhoben. Er war Träger zahlreicher Orden und Auszeichnungen. Er starb 1902 nach einer Blinddarmentzündung und wurde in der Kathedrale von Chichester bestattet.